# Distretto di Balmazújváros
Il distretto di Balmazújváros (in ungherese Balmazújvárosi járás) è un distretto dell'Ungheria, situato nella provincia di Hajdú-Bihar.